# Аммон (царство)

Близький Схід у IX ст. до н. е. Землі аммонітян позначено помаранчевим

Аммон (івр. עַמּוֹן, ʻAmmôn — «Люди», «Народ»; араб. عمّون, ʻAmmūn) — стародавня держава аммонітян, що існувала на території Зайордання та східної Палестини у 2-му — 1-му тисячоліттях до нашої ери.

## Історія
Царство Аммон було утворено аммонітянами, семітським народом, родинним до стародавніх ізраїльтян, що прийшов до Зайордання з Аравії в середині 2-го тисячоліття до н. е., вигнавши звідти колишніх жителів, рефаїмів (5 М. 2:20). Столицею царства було місто Рабат-Аммон, сучасна столиця Йорданії — Амман.
Упродовж кількох століть Аммон вів боротьбу з амореями (у XIV–XIII століттях до н. е.), а потім зі стародавнім Ізраїлем за територію сусіднього Ґілеаду. Ізраїльський цар Давид у X столітті підкорив Аммон своїй владі, але вже наприкінці того ж століття Аммон повернув собі незалежність. У VIII–VII століттях до н. е. входив до складу Ассирійської держави.
597 року до н. е. Аммон, використовуючи міць вавилонського царя Навуходоносора II, завоював Галаад. З кінця VI до IV століття до н. е. входив до складу перської держави Ахеменідів. Після походу Александра Македонського Аммон у III столітті до н. е. став частиною держави єгипетських Птолемеїв, у II столітті до н. е. перейшов до сирійських Селевкідів, а столиця Аммону — Раббат-Аммон була перейменована на Філадельфію. 63 року до н. е. Філадельфія та інші міста Аммону отримали статус вільних міст під римським протекторатом.